# Kim Ran-mi
Kim Ran-mi (ur. 13 lutego 1989)  – północnokoreańska zapaśniczka w stylu wolnym w kategorii do 63 kg. Piąta na mistrzostwach świata w 2011. Dziesiąta na igrzyskach azjatyckich w 2014. Wicemistrzyni Azji w 2011 i trzecia w 2014 roku.